# Andriejewo-Mielentjewo
Andriejewo-Mielentjewo (ros. Андреево-Мелентьево) – wieś w Rosji, w obwodzie rostowskim, w rejonie nieklinowskim. W 2010 liczyła 683 mieszkańców.